# Marco Grassi
Marco Grassi (Chiasso, 8 augustus 1968) is een voormalig profvoetballer uit Zwitserland die speelde als centrale aanvaller. Hij beëindigde zijn loopbaan in 2000 bij de Franse club OGC Nice.

## Clubcarrière
Grassi kwam onder meer uit voor SC Zug, FC Zürich en Stade Rennais. Hij won één keer de Zwitserse landstitel met Servette Genève en eenmaal de Franse titel met AS Monaco.

## Interlandcarrière
Grassi speelde in totaal 31 officiële interlands (drie doelpunten) voor Zwitserland. Onder leiding van de Engelse bondscoach Roy Hodgson maakte hij zijn debuut op 17 april 1993 in de WK-kwalificatiewedstrijd tegen Malta (0-2) in Attard.

## Erelijst
Servette Genève
- Zwitsers landskampioen

1994
 AS Monaco
- Frans landskampioen

1997